# Beukenridderzwam
De beukenridderzwam (Tricholoma ustale) is een schimmel die behoort tot de familie Tricholomataceae. De zwam vormt ectomycorrhiza met Fagus-soorten als de beuk. In zeldzame gevallen kunnen eiken en buiten West-Europa kastanjes (Castanea) ook als gastheer dienen. Hij houdt van gematigde temperaturen, zijn optimale temperatuur is een jaartemperatuur van 7 tot 8 °C. De vruchtlichamen verschijnen meestal van augustus tot november, soms nog in december.

## Kenmerken

### Uiterlijke kenmerken
Hoed
De dikke en stevige vlezige hoed is 4 tot 8 (–12) cm in diameter. De vorm is halfbolvormig tot conisch als hij jong is, dan convex en uiteindelijk afgeplat als hij volgroeid is. De hoedrand blijft lang licht gekruld. Het gladde, kale hoedoppervlak is plakkerig en vettig bij vochtig weer en glanzend als het droog is. De hoed is warm roodbruin tot kastanjebruin van kleur en vervaagt naar de gladde rand. Vaak is een fijn, radiaal vezelig, ingegroeid patroon te herkennen. Met de leeftijd worden de kleuren donkerder en het midden van de hoed is bijna bruinzwart.
Lamellen
De aanvankelijk roomwitte en dichte lamellen zijn adnate to emarginate aan de steel gehecht. Ze worden vaak afgewisseld met talrijke tussenliggende lamellen en worden roestkleurig naarmate ze ouder worden. 
Steel
De zeer gladde steel is 4 tot 10 cm lang en 1 tot 2 cm breed. De steel is stevig en vol als hij jong is en meestal hol als hij oud is. Het bovenste derde deel is witachtig, onder de steel is fijn bruinachtig gefibrilleerd op een witachtige achtergrond. Soms zijn meerdere vruchtlichamen aan de basis samengesmolten in bosjes. Er wordt nooit een ring of ringzone gevormd.
Geur en smaak
Het stevige, witachtige vruchtvlees wordt gemakkelijk bruin als het wordt gesneden of beschadigd. Het ruikt licht melig. Het is oneetbaar vanwege zijn bittere smaak.
Sporenprint
De sporenprint is bleek crème van kleur.

### Microscopische kenmerken
De ellipsvormige sporen zijn 5,5 tot 7 µm lang en 3,5 tot 5 µm breed.

## Giftigheid
Het is een giftige paddenstoel. In Europa is geen vergiftiging met deze schimmel gemeld, maar in Japan is het een van de drie soorten die het hoogste aantal paddenstoelenvergiftigingen veroorzaakt.  De symptomen van vergiftiging zijn acute gastro-intestinale symptomen

## Verspreiding

Europees verspreidingsgebied

The beukenridderzwam komt voor in Noord-Amerika (Canada, Verenigde Staten), Azië (Japan, Noord-Korea, Zuid-Korea) en Europa. Het is echter niet zeker of de ridderzwamen uit het Verre Oosten en Noord-Amerika echt verwant zijn aan de Europese ridderzwammen. In Noord-Amerika wordt het gevonden in Californië, waar hij meestal onder eiken wordt gevonden. In Europa is de ridderzwam wijdverbreid in heel West- en Midden-Europa. In het zuiden wordt het gevonden in Portugal, Spanje en Italië, maar de zuidoostelijke verspreiding is de verspreiding slecht bekend. Het werd echter gevonden in Bulgarije en Oekraïne. In het noorden wordt hij gevonden in het zuiden van Scandinavië en er zijn ook enkele waarnemingen bekend uit Estland. In Zweden strekt het verspreidingsgebied zich uit tot de 59e breedtegraad en bereikt het zijn noordelijkste punt bij Ålesund in Noorwegen (62e breedtegraad). In Engeland kan het plaatselijk veel voorkomen in de zuidelijke graafschappen. De schimmel komt vooral voor in heuvels en bergen, in Oostenrijk stijgt hij tot 1300 m in Zwitserland tot 1800 m boven zeeniveau.
In Nederland komt hij algemeen voor. Hij is niet bedreigd.